# Didier Ramoudt
Didier Ramoudt, né le 4 janvier 1949 à Ostende est un homme politique belge flamand, membre de VLD.
Il est régent en éducation physique et biologie et administrateur délégué de sociétés.

## Carrière politique
- 1989-1994 et 2001-2012 : conseiller communal à Ostende
- 1992-1995 : membre de la Chambre des représentants
- 1992-2004 : membre du Conseil flamand 
  - sénateur de communauté désigné par le Conseil flamand

## Distinctions
- Chevalier de l'ordre de Léopold (2003)